# Paul Zehnder
Paul Zehnder (* 30. September 1884 in Bern; † 11. Januar 1973 in Muri bei Bern) war ein Schweizer Kunstmaler. Bekannt sind vor allem seine Kirchen- und Glasmalerei.

## Leben
Paul Zehnder wurde als jüngster Sohn von Friedrich Zehnder und Marie Louise Zehnder-Simmen geboren. Seine Mutter starb wenige Tage nach seiner Geburt. Er besuchte das Gymnasium in Bern und studierte ab 1905 an den Kunstakademien in Dresden, München und Stuttgart. Von 1909 an lebte und arbeitete er als Künstler in Paris. Bei Kriegsausbruch 1914 kehrte er nach Bern zurück. Die Sommermonate verbrachte er im Haus seines Bruders in Iseltwald am Brienzersee, wo er, wie sein Freund Victor Surbek auch, ein eigenes Malatelier besass. 1934 heiratete er Clara Pulver. Die Ehe blieb kinderlos. Nach dem frühen Tod seiner Frau Clara Pulver (⚭ 1938, † 1959) lebte Paul Zehnder – von seinen Freunden „Pablo“ genannt – zurückgezogen in Gümlingen. Er starb 1973 in Bern.

### Künstlerische Entwicklung
Am Anfang seines künstlerischen Schaffens entstanden seine Ölbilder. Ab 1910 wandte sich Zehnder der Wandmalerei zu. Er gestaltete Kirchenwände in Leissigen (1910), Diemtigen (1915) und Wynau (1918/19). Der Wandmalereizyklus in der Stadtkirche Winterthur (1924–1930) gilt als bedeutende kirchliche Malerei der Schweiz im 20. Jahrhundert.
Seit den 1930er-Jahren arbeitete er vorwiegend als Glasmaler, zusammen mit Louis Halter (1886–1956), der ein Atelier für Glasmalkunst in Bern führte. Paul Zehnder gestaltete Kirchenfenster in zahlreichen Kirchen im Kanton Bern, so beispielsweise die Chorfenster der Kirche in Lenzburg (1938) und der Schlosskirche in Interlaken (1950–1963).
Der Nachlass von Paul Zehnder befindet sich in der Burgerbibliothek Bern.